# Окісіма
Окісі́ма або Окіносіма (яп. 沖島) — острів в Японії, у озері Біва. Належить місту Оміхатіман у префектурі Сіґа.
Берегова лінія острова становить близько 6,8 км, площа — 1,5 км, а висота над рівнем озера — 220 м. В геологічній будові острова переважає граніт.
На острові проживає близько 450 чоловік.

## Галерея

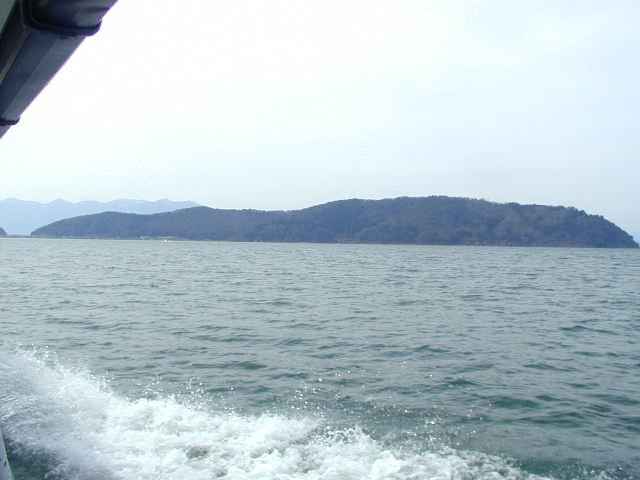
Острів Окісіма
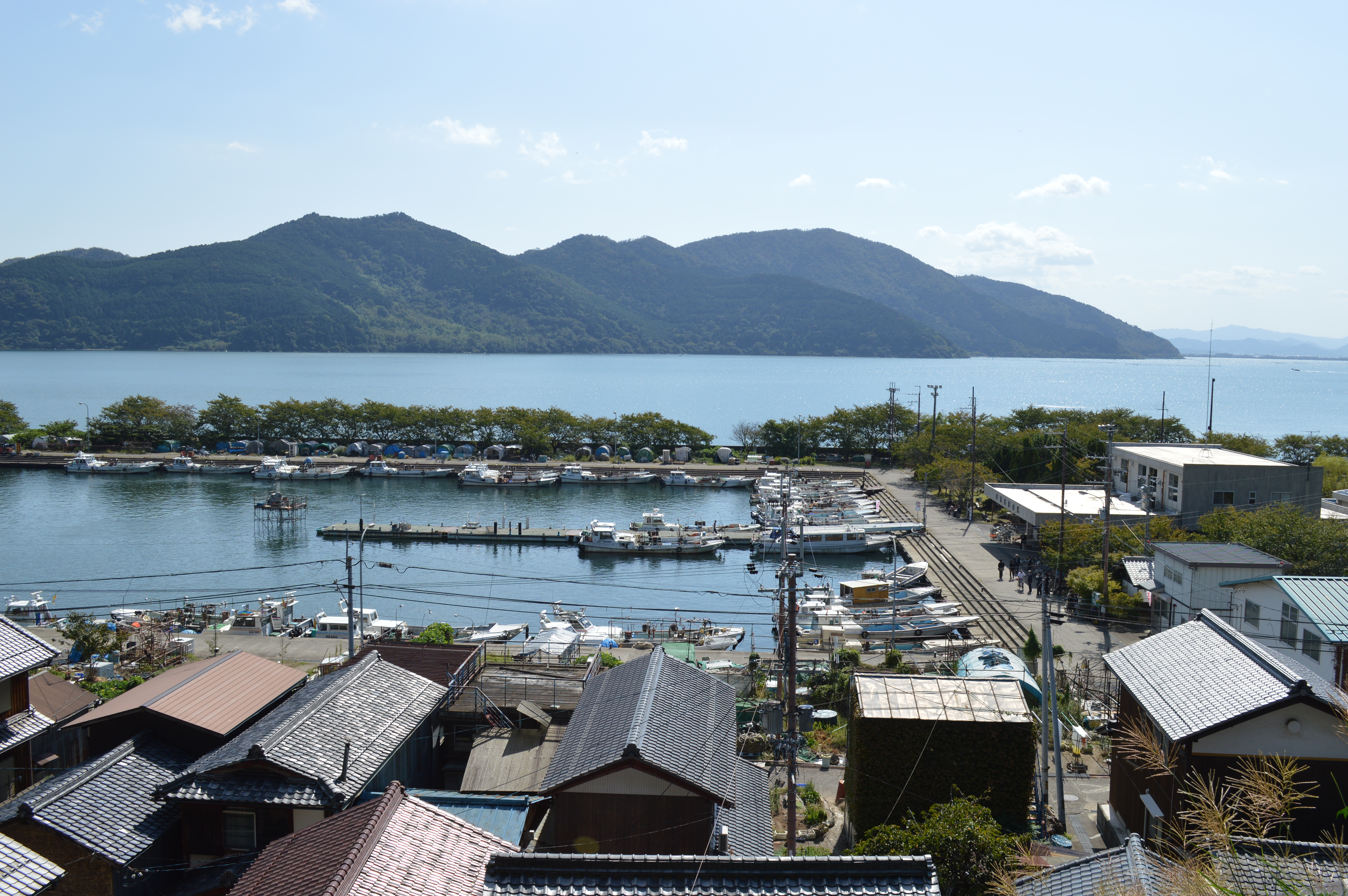
Порт Окісіми